# M/S Stena Hollandica
M/S Stena Hollandica är en passagerar- och ro-ro-färja, som byggdes på varvet Wadan Yards i Wismar. Fartyget sjösattes 7 juni 2009 i Wismar och levererades till det svenska rederiet Stena Line i maj 2010. Fartyget används på linjen Hoek van Holland–Harwich i Nordsjön. Hon seglar under holländsk flagg med Hoek van Holland som hemmahamn.